# Onestitate
Onestitatea (din latină honestĭtas, -ātis), cinstea, credibilitatea sau onorabilitatea este o virtute care constă în a susține adevărul, în a fi decent, precaut, rezonabil și just (echitabil). Din punct de vedere filozofic, este o calitate umană care constă în a acționa (persoana in cauză) în conformitate cu ceea ce gândește și simte (cu coerență). Se face referire la acea calitate prin care este definită acea persoană care manifestă (atât prin activitatea sa cât și prin modul său de gândire), că este corectă, justă și integră. Persoana care manifestă onestitate se caracterizează prin verticalitate sufletească, prin integritate în tot ceea ce face, prin respectarea (mai presus de toate), a acelor reguli care sunt considerate corecte și adecvate în comunitatea în care respectiva persoană trăiește.
În sensul său cel mai evident, onestitatea poate fi înțeleasă ca simplu respect pentru adevăr în relația respectivei persoane cu faptele și cu persoanele din lumea sa exterioară; în alte sensuri onestitatea implică, de asemenea, relația dintre respectivul subiect și ceilalți, precum și relația dintre acel subiect și el însuși.
Onestitatea și onorabilitatea, termeni inițial distincți, s-au apropiat, pe măsura trecerii timpului și sub influența limbii engleze, până aproape de contopire; în așa fel încât se produce un fel de amalgam intre ambele atunci când se încearcă definirea conceptului de onorabilitate, acest termen (onorabilitatea) fiind doar unul dintre sensurile cuvântului „onestitate”.

## Onestitatea potrivit lui Marco Tulio Cicero

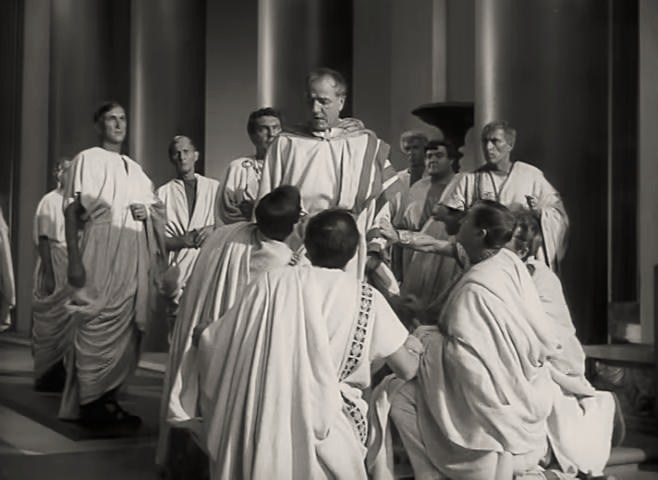
Scena de la asasinarea lui Cezar (44. C.) din filmul lui Mankievicz (1953), bazat pe piesa lui Shakespeare (1599). A devenit un clișeu de evaluare morală cu privire la onestitatea asasinilor (eliberatorii), în special asupra lui Marcus Junius Brutus. În monologul pe care Shakespeare îl pune în gura lui Marc Antoniu, și pe care Marlon Brando il interpretează în acest film, se fac ironii asupra lui.

Pentru filosoful roman Marcus Tullius Cicero onestitatea se realizează prin îndeplinirea obligațiilor morale care fac act de prezență în toate activitățile specifice vieții umane. Onestitatea este contrapusă utilității, plăcerii și durerii (fiind în contrasens cu epicureismul), și reprezintă scopul  însuși înspre care ar trebui să aspire ființa umană spre a se vădi justă.
Obligațiile decurg din cele patru principii (virtuți cardinale) care, în formă unită și în reciprocă interdependență, dau conformare onestității:
1. Prudență (și înțelepciune): de aici obligația de a descoperi adevărul (de a distinge actele bune de relele acte și preocuparea de a deține cunoștințe teoretice în general);
2. Justiție (și umanism): de aici obligația de a menține uniunea și asocierea între persoane (atât prin a nu face rău altora, cât și prin a fi de folos altora);
3. Forță morală: de aici obligația de a menține animate măreția și excelența  spre realizarea de prefigurate acte/acțiuni.
4. Cumpătarea: de aici obligația de a menține ordine, moderație și constanță în intreprinsele noastre acte/acțiuni.

## Onestitatea potrivit lui Confucius
Potrivit lui Confucius, onestitatea este una dintre valorile și componentele cele mai importante ale unei personalități sănătoase, atât în raportul sau cu sine însăși cât și în raporturile sale cu ceilalți.
În interfața sa cea mai vizibilă, nivelul Li, se află toate acele acțiuni efectuate de către o persoană cu scopul de a construi societatea asa cum ea o prefigurează și concepute pentru a-și îndeplini dorințele, fie pe termen scurt (rău), fie pe termen lung (bine). Având cunoscut faptul că se caută (cu orice preț) satisfacția imediată, trebuie sa fim conștienți că asta poate contribui la transformarea unui act rău într-unul și mai rău, după cum ascunderea intențiilor pe termen lung, poate conduce spre înrăutățire o acțiune bună. Un principiu fundamental în cadrul acestei teorii este faptul că o bună persoană trebuie să își arate sentimentele în mod sincer pe chipul său, facilitând prin asta coordonarea tuturor înspre consecința îmbunatățirilor pe termen lung. Această sinceritate (care include chiar și propria expresie facială), ajută persoanei atât pentru a ajunge sa fie onestă (mai întâi de toate) cu sine însăși, cât și pentru ca activitățile sale umane sa fie mult mai predictibile, mai prietenoase și mai plăcute. În această primă versiune, onestitatea este realizată prin căutarea doar a propriului ei beneficiu.
La un nivel mai profund decât nivelul Li se află nivelul Yi, sau bunătatea. La acest nivel deja nu se urmărește propriul interes, ci principiul moral al justiției, bazat pe reciprocitate. De asemenea aici este important aspectul temporal al acțiunilor, dar în acest caz, ca time-lapse („ca perioadă de timp”). Astfel, spre exemplu, dat fiind faptul că părinții petrec primii trei ani de viață a copiilor lor doar pentru a avea grijă de ei, copiii trebuie să păstreze doliu primii trei ani după moartea părinților lor. La acest nivel persoana este sinceră față de propriile-i obligații și îndatoriri, chiar și atunci când nu este nimeni care să o judece sau chiar și atunci când se vede imediat afectată în interesele ei. Această parte a codului moral este relaționată cu cultul strămoșilor, cult căruia Confucius i-a conferit condiția de normativă. 
Cel mai profund nivel de onestitate este nivelul Ren, din care izvorăște nivelul Yi și, prin urmare, de asemenea, nivelul Li. Moralitatea lui Confucius se bazează pe empatia și pe înțelegerea celorlalți, fapt ce necesită o prealabilă înțelegere a lucrurilor, din care se nasc normele morale, mai mult decât un prealabil cod etic conferit de vreo divinitate. Versiunea confucianistă imperativ-categorică constă în aceea că tu (ca persoană), trebuie să iți tratezi inferiorii (subordonații) cel putin tot așa cum ai gândi tu ca superiorii tăi să te trateze pe tine. Această virtute se bazează în armonia ta cu ceilalți, și în acceptarea faptului că la un moment dat în viața noastră, toți suntem la mâna indulgenței altor oameni. Onestitatea constă, prin urmare, în a te pune pe tine însuți în situația ipotetică a unei proprii tale viitoare vieți, și într-aceea a generațiilor trecute și viitoare, și alege să nu faci sau să nu spui ceva care ar putea păta (mânji) onorabilitatea sau reputația arborelui tău familiar. 
În parte, datorită unei incomplete înțelegeri a acestor mai profunde noțiuni de onestitate în Occident, este comun în civilizațiile orientale să fie denumite „barbare” acele care nu le cunosc și nu le îndeplinesc, deși uneori aceste culturi asiatice implică niveluri de ambiguitate și diverse niveluri de răbdare.